# Phocas (keizer)
Flavius Phocas of Phokas (Grieks: Φλάβιος Φωκάς, Flavios Fokas) (? - 610), was keizer van het Oost-Romeinse Rijk van 23 november 602 tot 610.
Van alle Romeinse keizers  is Phocas waarschijnlijk degene met de slechtste naam. Alle historische bronnen spreken schande van hem. Georgius van Pisidië weigert zelfs zijn naam te noemen, en spreekt over "de landbewonende Leviathan" of "de Gorgongelijkende". Theophylactus Simocatta noemde Phocas een "barbaarse halfbloed", een cycloop en een centaur. Beiden beschouwden Phocas ook als bron van alle problemen waarmee het rijk in hun tijd te kampen had. Latere geschiedschrijvers, zoals de 9e-eeuwse Theophanes Confessor en patriarch Nicephorus, deden niet anders en ook moderne geschiedkundigen zijn bijzonder onvriendelijk met hun kwalificaties van Phocas.

## Leven
Van Phocas' jonge leven is niets bekend. hij kwam waarschijnlijk uit Thracië en doet voor het eerst van zich spreken in 600, als officier in het Balkanleger van keizer Mauricius. Phocas nam deel aan een delegatie naar Constantinopel om te klagen over Comentiolus, de aanvoerder van dit leger. De klachten werden afgewezen. De vrouw van Phocas heette Leontia, zij kreeg later de titel Augusta (keizerin).
Omdat Phocas, als de eerste succesvolle usurpator in het Oost-Romeinse rijk sinds Diocletianus in 284 door zijn troepen tot opvolger van Numerianus werd verheven, geen enkele legitieme claim op het keizerschap had, verzon hij er een: hij zou door God zijn gezonden.

## Achtergrond van Phocas' machtsgreep
De houding van keizer Mauricius tijdens de Balkanoorlog (582-602), het niet betalen van losgeld voor gevangen soldaten, het permanent (ook tijdens de winter) stationeren van troepen langs de Donau en het verminderen van de soldij, leidde tot een opstand in het leger onder leiding van de jonge officier Phocas. Bovendien brak er hongersnood uit. Phocas reed Constantinopel binnen in 602 en werd op 23 november gekroond als keizer in de kerk van Sint Johannes de Doper, terwijl zijn troepen Mauricius en diens familie gevangennamen. Er wordt gezegd dat de onttroonde keizer gedwongen werd om toe te kijken terwijl zijn vijf zonen werden afgeslacht totdat hij zelf werd onthoofd. De lichamen werden in stukken gehakt en in zee gegooid voordat Phocas toch maar een christelijke begrafenis organiseerde voor Mauricius. Keizerin Constantina en haar drie dochters werden gespaard en naar een klooster gestuurd.

## Regering
Aan het begin van zijn regering waren de meeste mensen tevreden met Phocas, en bij zijn eerste intocht in Constantinopel werd hij door het hele volk toegejuicht. Paus Gregorius I was vol lof over de nieuwe keizer en noemde hem een instrument van God, die het "juk van rampspoed" (Mauricius) had doen afwerpen van de burgers van het rijk. Het duurde echter niet lang voordat Phocas ook tegen alle problemen van zijn voorgangers aanliep.
De bureaucratie was in de afgelopen eeuw ineengestort, en de keizerlijke macht werd in de provincies voornamelijk uitgedragen door de kerk. Veel mensen in de provincies hadden een andere religie dan de staatsreligie – er woonden bijvoorbeeld veel onderdrukte monofysieten – wat voor grote onrust zorgde. Er was dus een duur leger nodig om de orde te handhaven.

## Romeins-Perzische oorlog
Toen de Sassanidische koning Khusro II vernam dat zijn vriend keizer Mauricius was vermoord, brak er een nieuwe Romeins-Perzische oorlog uit, de Byzantijns-Sassanidische oorlog (602-628).
Byzantium zou veel gebieden verliezen, waarvoor door geschiedschrijvers steevast Phocas verantwoordelijk werd gehouden. Tot 609 waren de Byzantijnse troepen echter enigszins aan de winnende hand. Dat ze zich daarna terug moesten trekken zou veroorzaakt zijn door de opstand van Heraclius senior en Heraclius junior, de latere keizer, die zich vanuit Africa naar Egypte had verbreid.

## Opstand van Heraclius
Heraclius senior was de exarch (gouverneur-generaal) van Afrika. Met zijn oudste zoon Heraclius en een jongere neef, Nicetas, kwam hij in opstand tegen Phocas in 608. Vader en zoon noemden zich consul, hoewel die positie toen al was afgeschaft. De Heracliden hadden het leger in Africa op hun hand en trokken naar Egypte. Toen ze daar aankwamen ontstonden overal opstanden tegen Phocas, hoewel deze waarschijnlijk niet door de Heracliden zijn aangezet.
Phocas stuurde vervolgens zijn generaal Bonosus erop af, maar liet zo de Perzische grens vrijwel onbewaakt. De oorlog in Egypte duurde lang en was bijzonder hard. In 609 wisten de Heracliden de overwinning te behalen. De Perzen namen ondertussen grote stukken gebied in het oosten in.
Na zijn overwinning in Egypte trok Heraclius junior met een grote vloot naar Constantinopel om de stad in te nemen. De stad stond onder militair bevel van generaal Priscus, de echtgenoot van Domentzia, een dochter van Phocas. Priscus bleek echter onbetrouwbaar en liep al snel over naar Heraclius. Phocas' overige troepen waren bijzonder zwak en zo kon Heraclius de stad zonder strijd innemen. Phocas werd gevangengenomen en Heraclius onthoofdde hem ter plekke.
De nieuwe keizer erfde een uitgeput rijk, waarvan de grenzen behoorlijk wat kleiner waren geworden door de Perzische opmars. Hij kon de verloren gebieden met veel moeite heroveren, om ze niet veel later weer te verliezen aan de Arabieren.

## Eindbalans

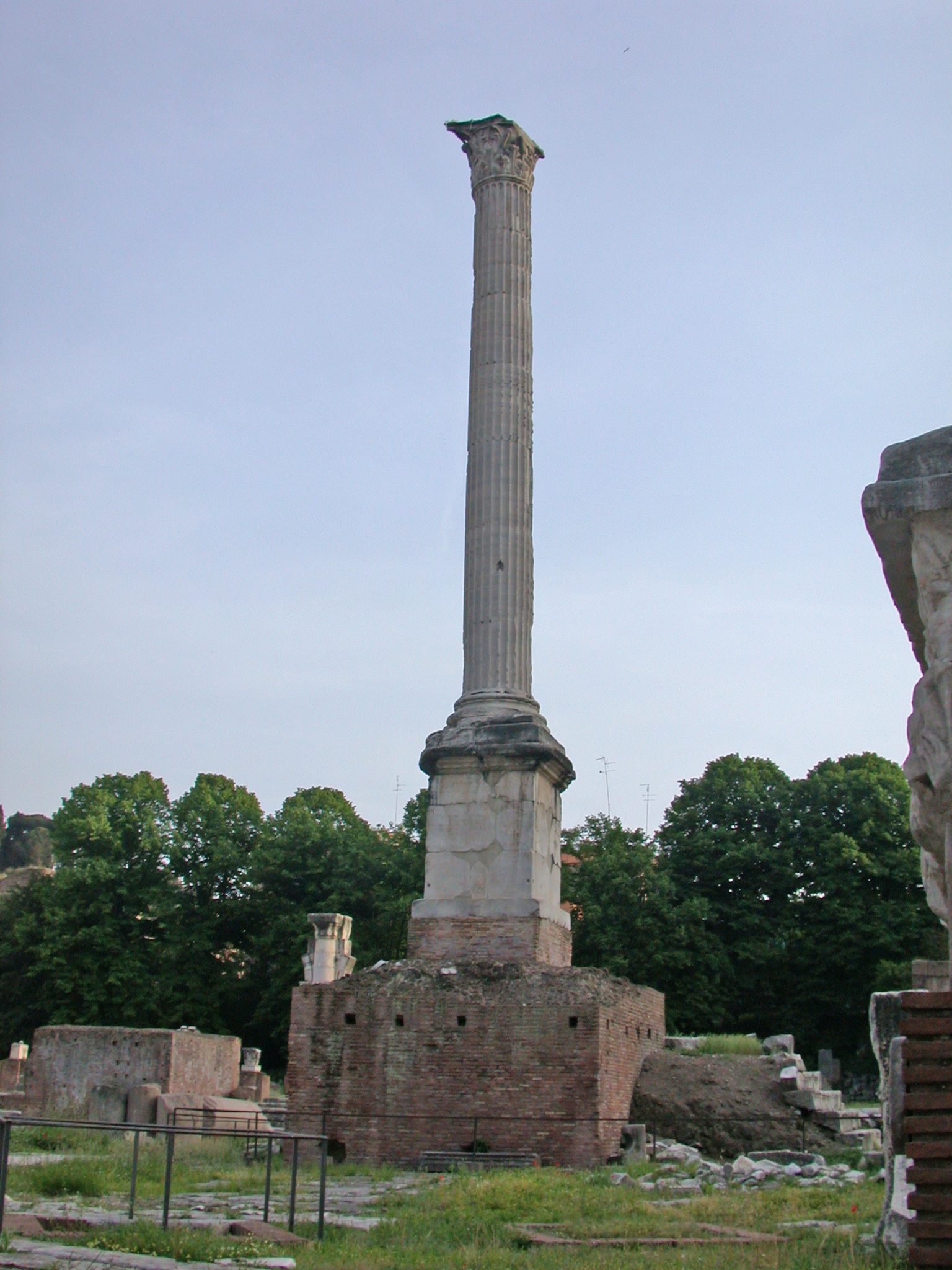
De zuil van Phocas op het Forum Romanum

Phocas werd altijd gezegd vele duizenden mensen te hebben laten vermoorden die het niet eens waren met zijn regime omdat het geen legitimiteit had. Het is echter overduidelijk dat veel hiervan verzonnen is: latere generaties geschiedschrijvers vonden in Phocas een mooie zondebok voor alle problemen van het rijk. Het verlies van provincies in het oosten aan de Perzen was dan wel tijdens de regering van Phocas gebeurd, maar het was toch vooral te danken aan Heraclius dat het zo geschiedde. Deze Heraclius was zelf ook niet meer dan een usurpator, maar hij wordt wel geprezen door veel geschiedschrijvers. Het verschil zit hem in de duur van hun regeerperiodes: Phocas werd na nog geen 8 jaar afgezet, maar Heraclius (die na de invoering in het Byzantijnse Rijk van het Grieks als officiële taal, werd aangeduid als Herakleios) hield het tot hij stierf meer dan 30 jaar vol. De laatste wordt ook gezien als de begeleider van het late Oost-Romeinse Rijk uit de late oudheid naar het Grieks-Byzantijnse Rijk uit de vroege middeleeuwen.

## Zuil
Phocas is de naamgever van de Zuil van Phocas, het laatste monument dat op het Forum Romanum in Rome werd opgericht. De reden voor het aan Phocas wijden van de zuil is niet geheel duidelijk, mogelijk kwam het omdat Phocas het Pantheon aan paus Bonifatius IV (dan al wel de machtigste persoon van de stad) schonk om te gebruiken als kerk. In ruil hiervoor heeft Bonifatius bemiddeld met de Longobarden zodat Smaragdus, de ex-exarch van Ravenna zijn positie weer terugkreeg. Als dank liet Smaragdus op een oude zuil uit de 2e eeuw een beeld van de keizer zetten en wijdde deze aan Phocas op 1 augustus 608. Het beeld is waarschijnlijk al snel weggehaald op last van Phocas' opvolger.